# Nekroptoza
Nekroptoza (ang. necroptosis, złożenie: necrosis + apoptosis) – rodzaj zaprogramowanej śmierci komórki (w organizmie wielokomórkowym), będącej odpowiedzią na konkretny sygnał środowiskowy, morfologicznie zbliżony do nekrozy. Od procesów apoptozy i autofagii różni się zarówno swoistym mechanizmem działania, jak i znaczeniem fizjologicznym.

## Rozwój koncepcji
Omawiając możliwe scenariusze śmierci komórkowej, zwykle wyróżnia się dwa przeciwstawne sobie mechanizmy:
- apoptozę, kiedy komórka ginie w sposób zaplanowany, nienaruszający homeostazy organizmu jako całości, bez wywoływania reakcji ze strony układu immunologicznego, z formowaniem ciałek apoptotycznych i fragmentacją materiału genetycznego
- nekrozę, czyli gwałtowną śmierć, wskutek patologicznej przyczyny, wywołującą zwykle reakcję zapalną, przebiegającą z przerwaniem błony komórkowej i wypływem cytoplazmy do otoczenia

Od końca lat 80. XX w. część środowiska naukowego zaczęła kwestionować taką klasyfikację. Poczynione w kolejnych latach obserwacje sugerowały, że fizjologiczna odpowiedź komórki na pewne sygnały może przybierać również formy zbliżone do nekrozy. Wyciszanie lub usuwanie pewnych składników sygnalizacji wewnątrzkomórkowej, niezbędnych do poprawnego przebiegu apoptozy, także prowadziło w efekcie do chaotycznej destrukcji komórek. Taka zaprogramowana odmiana nekrozy otrzymała (w 2005) nazwę nekroptozy; niedługo potem definicję uściślono, ograniczając ją do jednego mechanizmu, zależnego bezpośrednio od kinazy treoninowo-serynowej RIP1 (receptor-interacting protein 1, inaczej: RIPK1).

## Mechanizm molekularny

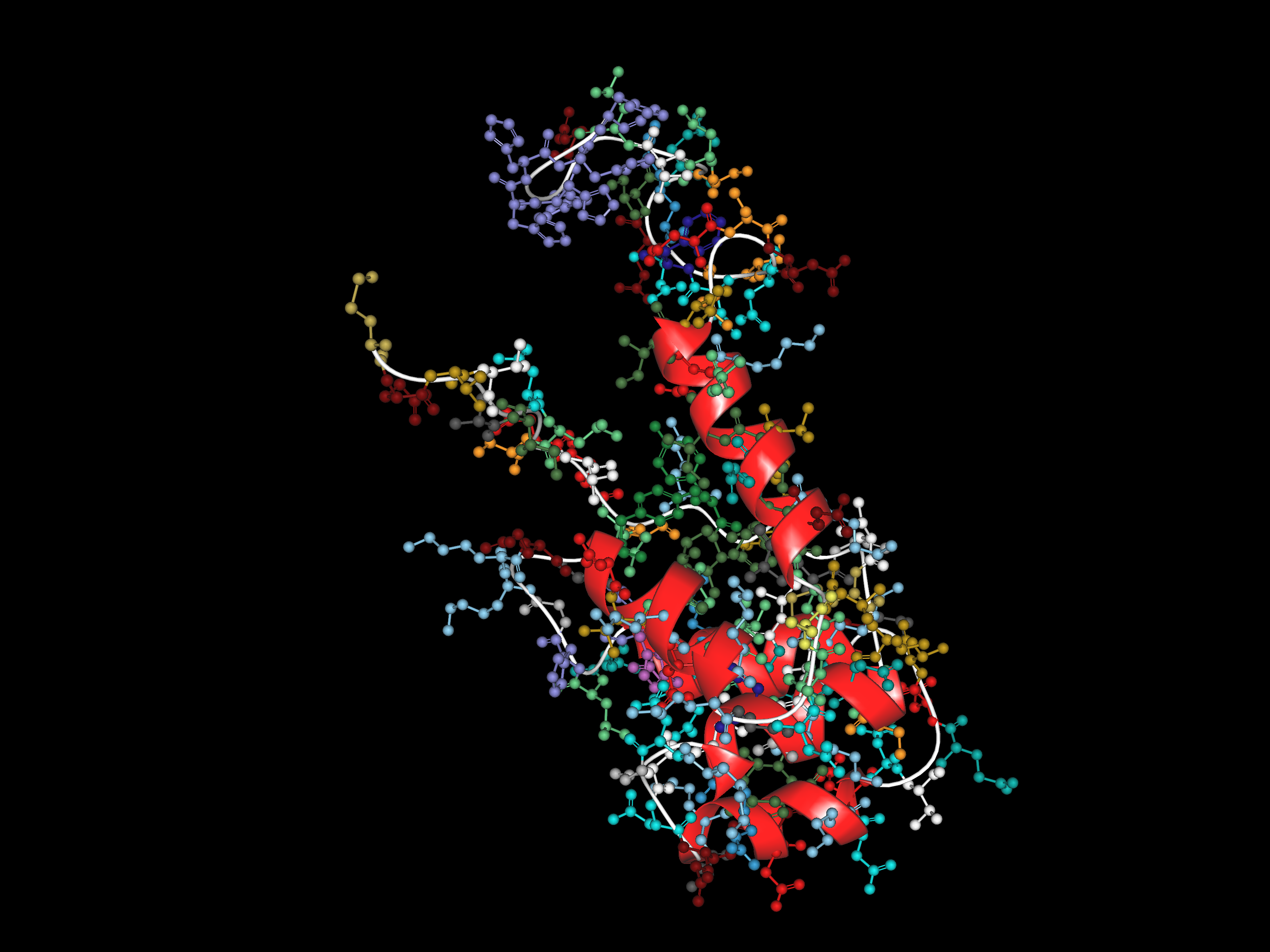
Receptor CD95, struktura drugorzędowa

Nekroptoza może być indukowana przez aktywację specyficznym ligandem kilku receptorów błony komórkowej: CD95 (in.: FAS), TNFR1, TNFR2, TRAIL1 oraz TRAIL2. Są one znane od dawna jako elementy inicjujące drogę zewnątrzpochodną apoptozy. Inhibicja białek z grupy kaspaz, będących kolejnym ogniwem tego łańcucha, prowadzi do wyzwolenia alternatywnego mechanizmu śmierci komórkowej, zbliżonego w efektach do nekrozy. Procedura ta może być również uczynniona poprzez związanie się tzw. wzorców molekularnych związanych z patogenami (ang. pathogen associated molecular patterns, PAMP) z odpowiednimi receptorami PRR (pattern recognition receptors). W pewnych warunkach prowadzi to do nekrotycznej śmierci komórki, sprzyjając rozwojowi odpowiedzi zapalnej.
Najlepiej przebadanym szlakiem nekroptozy jest odpowiedź na związanie ligandu przez receptor TNFR1. W normalnych warunkach tworzy on trimer, do którego (po przyłączeniu się ligandu) przywierają dalsze białka szlaku sygnalizacyjnego (TRADD, TRAF2 i 5, cIAPs, RIP1). Pozwala to na rozwój odpowiedzi wewnątrzkomórkowej, m.in. poprzez aktywację czynnika transkrypcyjnego NF-κB, pomagającemu komórce w przystosowaniu się do stresorów środowiskowych. Internalizacja tego kompleksu białek prowadzi do zmian konformacyjnych, które – zmodyfikowane przez kaspazę 8 – mogą zapoczątkować mechanizm apoptozy. Unieczynnienie kaspaz prowadzi zaś do rozpoczęcia nekroptozy. Kluczowym etapem jest tutaj wzajemna fosforylacja kinaz RIP1 i RIP3. W formie aktywnej zapoczątkowują one zdarzenia, których skutkiem bywa nagła śmierć komórki z powodu wyczerpania się zasobów ATP i stresu oksydacyjnego:
- stymulacja glikogenolizy i rozkładu glutaminianu dostarcza nadmiar substratów do cyklu Krebsa
- hamowanie translokatora nukleotydów adeninowych zmniejsza ilość dostępnego ATP w cytozolu
- aktywacja kinazy JNK powoduje zwiększenie puli niezwiązanego żelaza w cytoplazmie, co sprzyja powstawaniu wolnych rodników (por. reakcja Fentona)
- peroksydacja lipidów, wyzwolenie zapasów Ca2+ i wzmożone wytwarzanie ceramidów prowadzą do uwolnienia treści lizosomów wskutek wzrostu zaburzeń struktury ich błony (lysosome membrane permeabilization, LMP)
- wzrost ilości wolnych rodników powoduje defekty DNA, rozprzęganie łańcucha oddechowego mitochondriów i formowanie się w poprzek tych ostatnich kanałów PTPC (permeability-transition pore complex), sprzyjających wyrównywaniu się obecnych gradientów stężeń
- ostatecznie uwalnianie czynnika AIF (apoptosis-inducing factor) i nadmierna aktywacja (na zasadzie dodatniego sprzężenia zwrotnego) białek PARP potęguje kryzys energetyczny i przyczynia się do pojawienia się objawów nekrozy

## Znaczenie kliniczne
Utrata ciągłości błony komórkowej i zniszczenie organelli przyczynia się do uwolnienia licznych substancji, które przyciągają komórki żerne i indukują odpowiedź zapalną. W zdrowym organizmie taki stan rzeczy rzadko jest pożądany; wyjątek stanowią m.in.
- śmierć chondrocytów odpowiedzialnych za wzrost kości na długość
- usuwanie części komórek nabłonka jelitowego
- wspomniana już wcześniej rola w rozwoju odpowiedzi na infekcję

Nekroza – nekroptoza jest za to bardzo częstym przejawem procesów patofizjologicznych toczących się in vivo:
- odpowiedź na niedokrwienie i reperfuzję organu
- ekscytotoksyczność i stres oksydacyjny, obecne np. w chorobach neurodegeneracyjnych (Alzheimera, Parkinsona czy Huntingtona)
- zatrucie niektórymi substancjami chemicznymi

Jednym z najbardziej interesujących aspektów nekroptozy są postępy, jakie rokuje ona w terapii wspomnianych schorzeń. Istnieje bowiem klasa związków zwanych nekrostatynami, hamujących aktywność kinaz RIP1 i RIP3. Badania na zwierzętach, u których wyłączono te białka (drogą inżynierii genetycznej bądź farmakologicznie) wskazują, że mogą one przyczynić się do znacznego złagodzenia objawów (chorób układu nerwowego) i minimalizacji uszkodzeń (powstałych wskutek zawału mięśnia sercowego bądź udaru mózgu).